# Deke Shaw
Deke Shaw je fiktivní postava vytvořená pro seriál Agenti S.H.I.E.L.D. Deke Shaw se poprvé objevil v páté sérii a objevoval se pravidelně až do konce sedmé, finální řady. V seriálu ho hraje Jeff Ward.

## Fiktivní biografie
Deke se narodil a byl vychován v Majáku, vesmírné stanici, kde byly poslední zbytky lidstva. Když mu bylo devět let, jeho matka byla zabita při tzv. Obrodě. Nakonec Deke přišel i o svého otce, který mu ale stihl před odchodem dát kousek Monolitu.
Když byli agenti S.H.I.E.L.D.u vysláni Enochem na Maják, čekal na ně Deke se svým přítelem Virgilem. Virgila však zabil "šváb" a tak se musel Deke postarat sám o Coulsonův tým. Deke jim několikrát během pobitu v Majáku pomohl. Během závěrečné bitvy s Kasiusem se obětoval spolu s Enochem, aby dostali Coulsonův tým zpět do současnosti, s pomocí kousku Monolitu, který mu jeho otec zanechal. Deke byl však také omylem poslán do současnosti. Po potížích se zákonem se ho ujme Johnsonová, která ho dovede do S.H.I.E.L.D.u. Později zjistí že Leo Fitz a Jemma Simmonsová jsou jeho prarodiče. Po závěrečné bitvě s Talbotem se rozhodl opustit S.H.I.E.L.D.
V šesté sérii si Deke založil technologickou společnost, která vyvíjela nové technologie, virtuální reality a doplňky. Deke však pouze kradl nápady od S.H.I.E.L.D.u, což později rozčílilo Fitze. Když přišel Sarge s tváří Coulsona za Dekeem, jelikož si myslel že je Deke jedním ze Shriků, chtěl ho zabít, ale Mack a Mayová ho zachránili. V tom se dozvěděl že ho S.H.I.E.L.D. celou dobu sledoval, prostřednictvím agenta Khana, který se tvářil jako Dekeův kolega. Na konci série Deke dokázal ostatním, že je součást týmu, když v boji proti Izel vyrobil technologii, která zabraňovala Izel vstoupit do jejich těla a mysli.
V sedmé sérii se tým spolu s Dekeem vydal do minulosti, aby zastavili Chronicomy, kteří chtěli vymazat S.H.I.E.L.D. z historie a mohli tak obsadit Zemi. Mise probíhá hladce, ale když je tým v 80. letech, letoun se poškodí a Deke spolu s Mackem zůstanou v osmdesátkách. Zatímco Mack truchlí nad smrtí jeho rodičů, Deke zakládá nový S.H.I.E.L.D., který má sídlo v uzavřeném Majáku. Pro krytí a tajný nábor si Deke vymyslí kapelu, která hraje písničky, které ještě nevznikly. Později s Mackem porazili Chronicomy a chvíli na to je vyzvedl tým. Tím ale příběh nekončí, jelikož se letoun spolu s týmem zasekl v časové smyčce. Až tento problém vyřeší, musí čelit Chronicomům, kteří si zavolali posily. Na konci sérii se tým dozvídá, že byli celou dobu v jiné časové ose a Fitz jim pouze držel spojení mezi hlavní a vedlejší osou. Tým se shodne, že lidstvo v této časové ose trpělo dost a rozhodnou se vzít Chronicomy s sebou do hlavní osy. To však vyžaduje aby někdo zůstal ve vedlejší ose a pomohl dostat se týmu do hlavní. Deke se nabídne a zůstane tam. Navzdory tomu se stává novým ředitelem S.H.I.E.L.D.u v alternativní časové ose.